# Каспијан (Мичиген)
Каспијан (енгл. Caspian) град је у америчкој савезној држави Мичиген. По попису становништва из 2010. у њему је живело 906 становника.

## Демографија
Према попису становништва из 2010. у граду је живело 906 становника, што је -91 (-9.1%) становника више него 2000. године.
| Група             | 2000.       | 2010.       |
| Белци             | 967 (97,0%) | 857 (94,6%) |
| Афроамериканци    | 3 (0,3%)    | 0 (0,0%)    |
| Азијати           | 6 (0,6%)    | 6 (0,7%)    |
| Хиспаноамериканци | 3 (0,3%)    | 11 (1,2%)   |
| Укупно            | 997         | 906         |